# Regione 1 (Territori del Nord-Ovest)
La Regione 1 è una delle sei regioni censuarie dei Territori del Nord-Ovest in Canada, con capoluogo Inuvik. Al 2011 aveva 6.712 abitanti su una superficie di 365094,37 km² (1 chilometro quadro ogni 54 abitanti). È stata istituita con il censimento del 2011, quando l'area dei Territori è stata suddivisa in 6 nuove regioni censuarie.

## Comunità
- Town
  - Inuvik
- Frazioni
  - Aklavik
  - Fort McPherson
  - Paulatuk
  - Sachs Harbour
  - Tuktoyaktuk
  - Ulukhaktok
- Chartered communities
  - Tsiigehtchic